# Fünftausend-US-Dollar-Banknote
Die Fünftausend-US-Dollar-Banknote ist eine Stückelung der Währung der Vereinigten Staaten von Amerika, die James Madison auf dem Avers zeigt. Diese seltenen Noten sind nach wie vor ein offizielles Zahlungsmittel, der Sammlerwert übersteigt jedoch den Nennwert um ein Vielfaches.

## Hintergrund

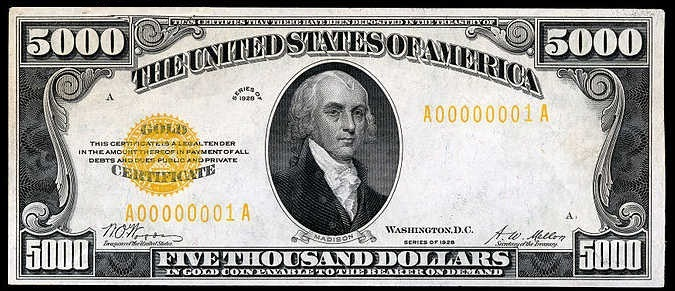
5.000-Dollar-Note als Goldzertifikat von 1928

Die 5.000 US-Dollar-Banknoten wurden als Federal Reserve Note in mehreren, verschiedene Serien ausgegeben. Es gibt diese Noten von 1928 mit blauem und 1934 mit grünem Siegel. Die 5000-Dollar-Note aus dem Jahr 1928 ist seltener als die spätere Serie von 1934, es sind nur etwa 10 Exemplare bekannt. Die Noten von 1934 haben, bis auf das Siegel, das gleiche Design wie die Serie von 1928. Es wurden über 51.000 Scheine gedruckt, aber es sind nur noch etwa 100 Stück bekannt.
Es wurden auch 5.000-Dollar-Goldzertifikate in den Jahren 1870, 1882 und 1928 ausgegeben. Während die Noten aus dem Jahr 1928 bereits im Kleinformat gedruckt wurden, wurden Noten aus den Jahren 1870 und 1882 beide großformatig gedruckt.